# نادية غالم
نادية غالم، ولدت عام 1941 في وهران، هي صحفية ومذيعة راديو وكاتبة جزائرية، مقيمة في كيبيك منذ عام 1965، وحصلت على الجنسية الكندية.

## السيرة الشخصية
ولدت نادية غالم في وهران بالجزائر عام 1941، في بيئة برجوازية إلى حد ما. كان والدها ضابطًا عسكريًا. في شبابها، مارست المسرح والباليه الكلاسيكي. في فترة المراهقة، شهدت نادية ثورة التحرير الجزائرية. بالإضافة إلى طلاق والديها، مما أدخلها في حالة اكتئاب. وجدت في الكتابة وسيلتها للخروج من هذه الحالة، حيث شكّلت الكتابة لها حاجة أساسية، ودافعًا شخصيًا عميقًا، وطوق نجاة أمام العنف الذي شهدته خلال تلك الفترة، وتحديدًا عام 1958، كتبت رواية بعنوان ابنة الثورة الجزائرية، لكنها لم تُنشر. لاحقًا، أكملت تدريبًا في الصحافة في فرنسا، ودرست في النيجر (في المركز الدولي للتعليم عن بعد)، وعملت مقدمة برامج في راديو نيامي. عاشت لاحقاً في ساحل العاج، وقدمت هناك أيضًا برامج في راديو أبيدجان. أقامت أيضًا في ألمانيا والولايات المتحدة وأخيرًا، أقامت في إسبانيا  لبضعة أشهر. وأخيراً قررت الانتقال للعيش في كندا، وهو ما تصورته كمحطة توقف مؤقتة لرحلات أخرى، ربما إلى أستراليا. لم تكن تعرف الكثير عن هذا البلد في أمريكا الشمالية، باستثناء بعض القراءات، منها رواية ماريا شابدلين للكاتب لويس هيمون، والتي قرأتها في شبابها، بالإضافة إلى السيل للكاتبة آن إيبير، وأعمال الشاعر إميل نيليغان.
في 31 ديسمبر 1965، حطّت نادية غالم في مونتريال، وهي في الرابعة والعشرين من عمرها، في مدينة مغطاة بالكامل بالثلوج. وصفت وصولها إلى مونتريال بأنه أشبه بـ"الهبوط على القمر". استقبلها هناك أصدقاء كنديون-فرنسيون كانت قد التقت بهم في النيجر. سرعان ما أُعجِبَت بالمدينة وبـهذا "الشعب المسالم"، الذي كان يعيش تحولات عميقة دون أي "حرب أهلية".
عملت في الإذاعة، ثم في التلفزيون، حيث ظهرت على الشاشة وكتبت سيناريوهات للأفلام الوثائقية. وفي الوقت نفسه، استمرت في الكتابة "دائمًا". وبتشجيع من أحد أصدقائها، نشرت جزءًا من نصوصها على شكل قصص قصيرة في مجلة شاتلين.
كانت نادية متعطشة للمعرفة، فاستأنفت دراستها في مجال الاتصال، ثم في علم النفس. كما عملت لفترة محللةً في قسم الطب النفسي للأطفال مركز مستشفى جامعة سانت جوستين في مونتريال.
في عام 1980، نشرت نادية غالم أولى مجموعاتها الشعرية بعنوان المنفى، وكانت آنذاك في التاسعة والثلاثين من عمرها. وبعد عام واحد، في 1981، أصدرت روايتها حدائق الكريستال ومجموعة القصص القصيرة الطائر الحديدي، مما منحها شهرة أوسع في الأوساط الأدبية الكندية-الفرنسية.
رأى بعض النقاد الأدبيين أن روايتها حدائق الكريستال تمثل "عملًا تطهيريًا" يعكس تجربتها في سنوات الشباب ضمن بيئة مشبعة بالحرب والعنف، كما اعتبروها تأملًا مؤلمًا في رحلة البحث عن الذات.
في عام 1986، عندما بلغت الخامسة والأربعين من عمرها، وبعد أن أمضت عشرين عامًا في مونتريال، قررت نادية غالم عدم العودة إلى الجزائر، وطنها الأم، الذي كانت تزوره بانتظام. ورغم شعورها بالغربة في مونتريال، إلا أنها لم تعتبر نفسها "مهاجرة"، إذ كانت ترى نفسها مختلفة عن المهاجرين، حيث لم تضطر إلى مواجهة "تعقيدات الإجراءات الإدارية الثقيلة للاستقرار في كيبيك، فقد كان الأمر سهلًا نسبيًا" بالنسبة لها.
علاوة على ذلك، لم تكن تنوي البقاء في كندا بشكل دائم منذ البداية، إذ كانت ترى وجودها هناك محطة مؤقتة. وخلال أسفارها، كان الناس يسألونها كثيرًا عن أصولها، مما دفعها إلى التعمق أكثر في هويتها وتاريخها. أما في الجزائر، فلم تكن مضطرة يومًا إلى "التصريح بأصولها"، إذ كان الأمر بديهيًا هناك.".
نُشِرَت رواية فيلا ديزير عام 1988، عقب رحلة قامت بها نادية غالم إلى روما. بدت لها روما مدينة الرغبة، حيث تجتمع فيها "كل أنواع الرغبات، من شهية الطعام إلى الحب، وحتى التوق إلى النور". غير أن هذا النور، والأجواء، والمأكولات هناك أعادت إليها ذكريات "الجزائر في طفولتها".
أطلقت الكتاب بمشاركة صديقتها سيمون مونيه شارتراند. كمؤلفة للشعر والقصص القصيرة والروايات والمسرحيات الإذاعية وسيناريوهات الأفلام القصيرة، تدور أعمالها في مدن وبلدان مختلفة (الجزائر وإيطاليا وكندا وكيبيك). هي أم لثلاثة أطفال، وتقسم وقتها بين أحفادها والكتابة والرسم الآن. كرست نفسها أدب الأطفال، خاصة في التسعينيات، مع "وردة الرمال"، التي نشرت عام 1993، والتي تدور أحداثها بشكل خاص في الصحراء الكبرى والأندلس، ومع "الهورون والبجعة"، وهي قصة تدور هذه المرة في وادي ماتابيديا وفي مونتريال.